# 超平面
初等幾何学における超平面（ちょうへいめん、英: hyperplane）の概念は、二次元の平面をそれ以外の次元へ一般化するものである。n-次元空間における超平面とは、次元が n − 1 の平坦な部分空間をいう。その特質として、一つの超平面は全体空間を二つの半空間に分割する。

## 技術的な概説
n-次元空間 V の超平面は、(n − 1)-次元の（つまり余次元が 1 の）「平坦な」部分集合（これを (n − 1)-次平坦な部分集合などということもある）である。考える空間はユークリッド空間かもしれないし、より一般にアフィン空間や線型空間、射影空間を考えることもできるが、それぞれの場合に応じて超平面の概念も変わってくる。しかしこれらの何れの場合にも、任意の超平面には、単独（これは余次元 1 という制約に対応する）の一次代数方程式（これは平坦という制約条件に対応する）の解としての座標系を与えることができる。
また V が線型空間であるとき（このとき V はアフィン空間でもある）は、「線型超平面」（線型部分空間となっているような超平面、したがって必ず原点を通る）と「アフィン超平面」（アフィン部分空間となっているような超平面、これは必ずしも原点を通らなくてよい。線型超平面の平行移動で得られる）とが区別を受ける。
ユークリッド空間における超平面は、全空間を二つの半空間に分離し、その超平面を動かさずにそれら二つの半空間を入れ替える操作としての鏡映変換を定める。

## 二面角
ユークリッド空間の互いに平行でない二つの超平面の成す角とは、それらに対応する法ベクトルの成す角をいう。それら二つの超平面に付随する鏡映の積は、軸がそれら二つの超平面の交わりに含まれる余次元 2 の部分空間となるような回転変換で、その回転角はそれら超平面の成す角の二倍になる。

## 超平面の種類
いくつか異なる種類の超平面が、特定の目的に対して都合の良い性質を以て定義される。そのような特殊化のいくつかを以下に挙げる。

### アフィン超平面
アフィン超平面はアフィン空間の余次元が 1 のアフィン部分空間である。
直交座標系に関して、アフィン超平面は
{\displaystyle a_{1}x_{1}+a_{2}x_{2}+\cdots +a_{n}x_{n}=b}
なる形（ただし少なくとも一つの ai が 0 でない）の単独の一次方程式を以て記述することができる。実超平面の場合（つまり各座標が実数であるような場合）には、この超平面は全空間をこの超平面の補集合の連結成分である二つの半空間に分離するが、その各半空間は、
{\displaystyle a_{1}x_{1}+a_{2}x_{2}+\cdots +a_{n}x_{n}\lessgtr b}
なる二つの不等式によって与えられる。
例として、直線は二次元空間における超平面であり、平面は三次元空間における超平面である。また三次元空間内の直線は超平面でなく、全空間を二つの成分に分けはしない（実際、三次元空間における直線の補集合は連結である）。
ユークリッド空間の任意の超平面はちょうど二つの単位法ベクトルを持つ。
アフィン超平面は、線型結合（斜格）決定木やパーセプトロンなどの多くの機械学習アルゴリズムにおいて決定境界を定めるのに用いられる。

### 線型超平面
線型空間における線型超平面とは、余次元 1 の線型部分空間のことで、そのような超平面は単独の斉一次方程式の解全体の成す空間に一致する。

### 射影超平面
射影幾何学では射影超平面を考えることができる。射影幾何をアフィン幾何に無限遠点（俗に消失点）を加えたものと考えることができるが、その立場ではアフィン超平面に付随する無限遠点を合わせて考えたものが射影超平面を成す。射影超平面の特別な場合の一つが、無限遠点全体の成す集合として定義される無限遠超平面あるいは理想超平面と呼ばれるものである。
実射影空間においては、一つの超平面が全空間を二つに分かつことはなく、点を分離して全空間を分割するのには二つの超平面を用いる。実射影空間でこのようになる理由は、この空間が本質的に「ぐるりと巻き込まれて」いて、単独の超平面の端は反対側の端と互いに繋がっているからである。